# Clematis hirsuta
Clematis hirsuta là một loài thực vật có hoa trong họ Mao lương. Loài này được Guill. & Perr. mô tả khoa học đầu tiên năm 1831.